# Evolution So Far
Evolution So Far ist eine aus dem italienischen La Spezia stammende Hardcore-Band.

## Geschichte
Evolution So Far entstand im Jahr 2001. Die Bandmitglieder spielten davor schon in anderen lokalen Bands zusammen. Die Band spielte bisher nur wenige Konzerte außerhalb Italiens und steht beim Label NH-N Records unter Vertrag. Das Label wurde auf sie aufmerksam, nachdem es eine Demoaufnahme von der Band erhalten hatte. Nach der Veröffentlichung einer Split-EP mit der ebenfalls aus Italien stammenden Band For I Am Blind erschien im Februar 2004 ihr in acht Tagen aufgenommenes Debütalbum The Armies of Bitterness. Der Titel stammt aus dem Buch Früchte des Zorns (englisch The grapes of wrath) von John Steinbeck. Während der Aufnahmen schliefen sie in Zelten neben dem Studiogebäude. Kurz darauf verließ Gitarrist Manuel die Band und wurde durch Kei ersetzt. Im Jahr darauf erschien eine weitere Split-EP zusammen mit Gargantha aus Treviso. Die Band löste sich nicht offiziell auf, seit 2017 gibt es aber kein Lebenszeichen mehr von ihr.

## Stil
Die Musik ist melodisch, die Songs kurz und die Texte haben meist eine stark links-politische Aussage über Themen wie Krieg, Rassismus, Homophobie und Faschismus. Der Stil der Band wurde mit dem von Bands wie Strike Anywhere und Good Riddance verglichen. Sie selber sehen sich in der Tradition einiger Hardcore-Bands der USA aus den 1980er-Jahren sowie neuerer Bands wie Kid Dynamite, Born Against, Paint It Black und die beiden oben genannten.
Live traten sie mit Agnostic Front auf.

## Diskografie
- 2002: Split-Album mit For I Am Blind (NH-N Records)
- 2004: The Armies of Bitterness (NH-N Records)
- 2005: Split-EP mit Gargantha (Goodwill Records)
- 2008: Dylar (Area Pirata)
- 2013: Selvaggio! (Bloody Sound Fucktory)